# Henry Lee (singolo)
Henry Lee è una variante della ballata folk tradizionale Young Hunting ed il secondo singolo del gruppo australiano Nick Cave and The Bad Seeds, tratto dal nono album da studio Murder Ballads del 1996.

## Descrizione
Il brano è cantato in duetto con la musicista alternative rock inglese PJ Harvey. Una versione demo fu inviata alla Harvey con Blixa Bargeld che cantava le sue strofe.
Il brano si è classificato al 36º posto nella Official Singles Chart nel Regno Unito e la 73º posto nella Australian Singles Chart in Australia.

## Video musicale
Nel video musicale del brano, diretto da Rocky Schenck, si vedono Nick Cave nel ruolo di Henry Lee e PJ Harvey nel ruolo dell'amante, che cantano in duetto su un sfondo verde. Esso si svolge in un'unica scena, a differenza di quello girato per Where the Wild Roses Grow, ed è basato sul linguaggio del corpo.
Sono state prodotte due versioni di questo video, una girata in un'unica ripresa e l'altra montata, ma gli autori decisero che la prima era molto più efficace e la seconda non venne mai trasmessa o pubblicata.

## Tracce
Vinile 7" UK
1. Henry Lee (feat. PJ Harvey) – 3:58 (Traditional / N. Cave)
2. King Kong Kitchee Kitchee Ki-Mi-O – 3:09 (Traditional / N. Cave)

CD Maxi singolo UK
1. Henry Lee (feat. PJ Harvey) – 3:58 (Traditional / N. Cave)
2. King Kong Kitchee Kitchee Ki-Mi-O – 3:09 (Traditional / N. Cave)
3. Knoxville Girl – 3:34 (Traditional / N. Cave, J.Johnston)

## Formazione
Hanno partecipato alle registrazioni, secondo le note dell'album:
- Nick Cave – voce
- PJ Harvey – voce
- Mick Harvey – chitarra acustica, organo
- Convay Savage – pianoforte
- Martin P. Casey – basso
- Thomas Wydler – batteria

## Classifiche
| Classifica (1996)            | Posizione massima |
| ---------------------------- | ----------------- |
| Australia (ARIA)             | 73                |
| Regno Unito (Singles Charts) | 36                |